# Schizobopyrina miyakei
Schizobopyrina miyakei is een pissebed uit de familie Bopyridae. De wetenschappelijke naam van de soort is voor het eerst geldig gepubliceerd in 1942 door Sueo M. Shiino.